# Majki Małe
Majki Małe – wieś w Polsce, położona w województwie mazowieckim, w powiecie sierpeckim, w gminie Zawidz. Ma status sołectwa.
| SIMC    | Nazwa | Rodzaj    |
| ------- | ----- | --------- |
| 0579678 | Majki | część wsi |

Do 1954 roku istniała gmina Majki. W latach 1975–1998 miejscowość administracyjnie należała do województwa płockiego.